# K-SuKe
K-SuKe（ケースケ、1974年2月26日 - ）は日本のイラストレーター、デザイナー。日本児童出版美術家連盟（童美連）会員。e-space会員。

## 人物・来歴
東京デザイン専門学校を卒業後、コナミに6年間在籍しソフト開発やキャラクターデザインに携わる。2002年にコナミを独立してからは、フリーランスのイラストレーターとして児童向けの雑誌や書籍のイラストなどを中心に様々な分野で活動する。企画者104の松井大からの紹介で、『炎神戦隊ゴーオンジャー』以降スーパー戦隊シリーズにデザイナーとして参加する。『特命戦隊ゴーバスターズ』で怪人デザインを手掛け、『獣電戦隊キョウリュウジャー』では初めて敵キャラクターのメインデザイナーに起用された。
SDガンダムやガンプラなどを愛好しており、SDガンダムのキャラクターデザイナーである横井孝二からの影響を受けているとしている。一方で、ガンダムシリーズを愛好しているがリアルなメカを描くことは苦手としている。

## 参加作品
- 獣拳戦隊ゲキレンジャー - 劇中イラスト[3]
- 炎神戦隊ゴーオンジャー - デフォルメキャラクターデザイン
- 炎神戦隊ゴーオンジャー BUNBUN!BANBAN!劇場BANG!!  - デフォルメキャラクターデザイン
- 劇場版 炎神戦隊ゴーオンジャーVSゲキレンジャー - デフォルメキャラクターデザイン
- 侍戦隊シンケンジャー - コックピットデザイン協力
- 侍戦隊シンケンジャーVSゴーオンジャー 銀幕BANG!! - デフォルメキャラクターデザイン
- 海賊戦隊ゴーカイジャー - コックピットデザイン
- 海賊戦隊ゴーカイジャー THE MOVIE 空飛ぶ幽霊船 - 幽霊トリオデザイン[4]
- 特命戦隊ゴーバスターズ - キャラクターデザイン、コックピットデザイン
- 特命戦隊ゴーバスターズ THE MOVIE 東京エネタワーを守れ! - キャラクターデザイン
- 特命戦隊ゴーバスターズVS海賊戦隊ゴーカイジャー THE MOVIE - キャラクターデザイン
- 獣電戦隊キョウリュウジャー - キャラクターデザイン
- 仮面ライダー×スーパー戦隊×宇宙刑事 スーパーヒーロー大戦Z - クリーチャーデザイン
- 劇場版 獣電戦隊キョウリュウジャー ガブリンチョ・オブ・ミュージック - キャラクターデザイン
- 獣電戦隊キョウリュウジャーVSゴーバスターズ 恐竜大決戦! さらば永遠の友よ - キャラクターデザイン
- 烈車戦隊トッキュウジャー - コックピットデザイン[3]
- 烈車戦隊トッキュウジャー THE MOVIE ギャラクシーラインSOS - キャラクターデザイン
- 烈車戦隊トッキュウジャーVSキョウリュウジャー THE MOVIE - キャラクターデザイン
- 手裏剣戦隊ニンニンジャー - キャラクターデザイン
- 手裏剣戦隊ニンニンジャーVS仮面ライダードライブ 春休み合体1時間スペシャル - クリーチャーデザイン
- 宇宙戦隊キュウレンジャー - キャラクターデザイン[注釈 3]
- 4週連続スペシャル スーパー戦隊最強バトル!! - キャラクターデザイン
- 魔進戦隊キラメイジャー エピソードZERO - キャラクターデザイン
- 魔進戦隊キラメイジャー - キャラクターデザイン
- 機界戦隊ゼンカイジャー - キャラクターデザイン[注釈 4]
- ウルトラマントリガー NEW GENERATION TIGA - 「マルゥル」キャラクターデザイン
- 仮面ライダーガヴ - クリーチャーデザイン[6]
- ナンバーワン戦隊ゴジュウジャー - キャラクターデザイン